# Glashütte am Buchholzweg

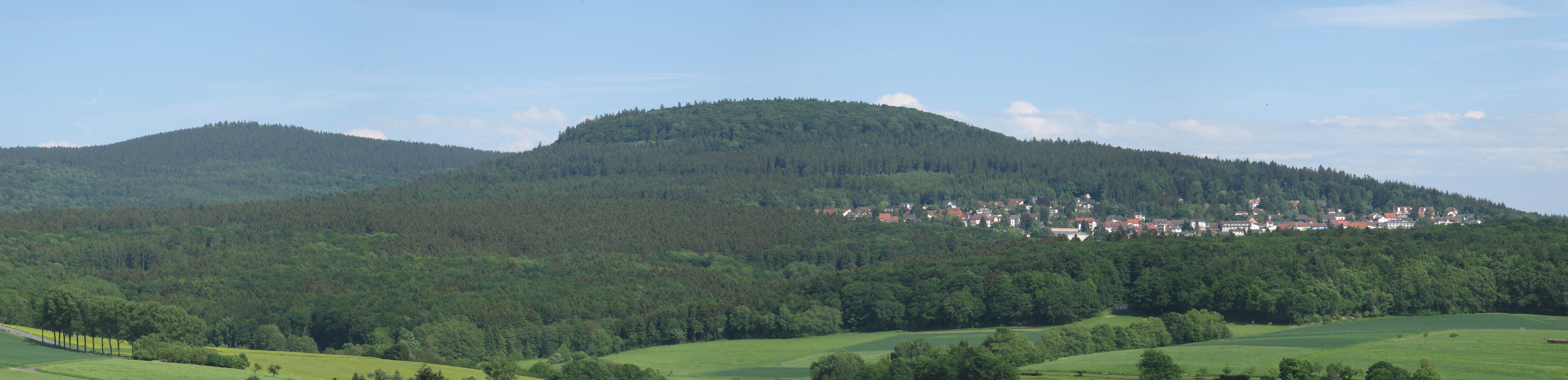
Die Erhebung Glaskopf mit dem Ort Glashütten

Die Glashütte am Buchholzweg war eine Waldglashütte im Taunus in Hessen, die im 15. Jahrhundert Glas produzierte. Die Reste der Glashütte liegen auf 543 m ü. NHN in einem Waldgebiet rund einen Kilometer östlich des Ortes Glashütten am Nordhang der Erhebung Glaskopf. Eine archäologische Untersuchung am Standort der Glashütte erfolgte im Jahr 2002.

## Ausgrabungen und Aufbau
Der in der historischen Literatur erwähnte, aber in Vergessenheit geratene Standort der Glashütte wurde im Jahr 1998 wiedergefunden. Ein ehrenamtlicher Mitarbeiter der Kreisarchäologie entdeckte die Bodenreste bei Geländebegehungen. Er fand Scherbenmaterial im Waldboden und hügelige Unebenheiten, was er als Überreste einer Glashütte interpretierte. Die Stelle liegt nahe einem Waldweg mit der Bezeichnung Buchholzweg und direkt am Limeserlebnispfad Hochtaunus, der dem früheren römischen Obergermanisch-Raetischen Limes in diesem Bereich auf 30 km Länge folgt.
Auf Initiative des Vereins Kulturkreis Glashütten erfolgte im Jahr 2002 neben einer Vermessung und Kartierung des Geländes eine geophysikalische Prospektion, um ohne Bodeneingriffe Einblicke in den früheren Hüttenkomplex zu erhalten. Im Jahr 2002 führten ehrenamtliche Helfer unter wissenschaftlicher Leitung des Archäologen Peter Steppuhn eine Ausgrabung durch.
Vom Schürkanal des Arbeitsofens fand sich nur noch die Bodenplatte. Anhand der gefundenen Ofensteine ließ sich eine rechteckige Form des Arbeitsofens mit den Ausmaßen von 4,5 × 2,5 Meter rekonstruieren. Die beiden Nebenöfen waren rund und hatten etwa 3–4 Meter Durchmesser. Nahe der Öfen befanden sich zwei Pfostenlöcher, die mit Steinen ausgekleidet waren. Die Archäologen interpretieren die darin gestandenen Holzpfosten als Teil einer hölzernen Überdachung, die den Glasbläsern als Wetterschutz diente.
Bei der Grabung wurden rund 7400 Fundstücke geborgen, bei denen es sich überwiegend um Glasfragmente handelte. Aussagekräftige Einzelstücke des geborgenen Fundmaterials fanden Aufnahme in der Dauerausstellung Waldglashütten im Taunus im Freilichtmuseum Hessenpark in Neu-Anspach. Das übrige Material lagert sortiert und dokumentiert im Magazin des Landesamtes für Denkmalpflege Hessen. Am Hüttenstandort fanden sich zwei Typen von Glasmasse. Neben dem mittelgrünen Waldglas gab es klares hellgrünes und fast blasenfreies Glas, was für eine hohe produktionstechnische Entwicklungsstufe spricht. Die Funde ließen auf eine ausschließliche Produktion von Hohlglas, wie Becher und Flaschen, schließen. Es kamen Rippen- und Kreuzrippenbecher und   Krautstrünke aus grünem sowie blau-grünem Waldglas vor. Da dem Fundmaterial zufolge keine Flachglasherstellung erfolgte, waren die beiden vorgefundenen Nebenöfen für die Produktion von Hohlglas ausreichend.
Anhand der Glas- und Keramikfunde ließ sich die Produktionszeit der Glashütte in die zweite Hälfte des 15. Jahrhunderts datieren. Damit arbeitete der Glasbetrieb etwa im gleichen Zeitraum wie die Glashütte unterhalb Dornsweg und die Glashütte an der Emsbachschlucht, die jeweils rund einen Kilometer entfernt lagen. Diese Standorte wurden in den Jahren 2001 bis 2005 ebenfalls archäologisch untersucht. Aufgrund von Fundübereinstimmungen vermuten die Archäologen, dass die Glashütte am Buchholzweg mit der Glashütte unterhalb Dornsweg in Verbindung stand, wahrscheinlich ein Nachfolgebetrieb war.
Die Forschungen an der Glashütte am Buchholzweg erweiterten den Erkenntnisstand zur Glashüttenlandschaft im Taunus, die nur eine untergeordnete Rolle in der europäischen Glasgeschichte gespielt hat.